# Federico Balzaretti
Federico Balzaretti (født 6. december 1981) er en italiensk tidligere fodboldspiller, venstre back. Han spillede gennem karrieren for blandt andet Juventus, AS Roma og Fiorentina.

## Klubkarriere
Balzaretti spillede hele sin ungdomskarriere i Torino og blev professionel i samme klub. Efter to lejeophold i henholdsvis Varese og Siena gjorde han sin førsteholdsdebut for Torino den 14. september 2002 i et 1-0 nederlag til Internazionale.
Balzaretti var med til at rykke Torino op fra Serie B i 2004/05-sæsonen, men da klubben inden den nye sæsons start måtte opløses grundet økonomiske problemer, flyttede han på fri transfer til Juventus.
Han spillede 28 kampe i sin første Juventus-sæson og var med til at vinde Serie A 2005-06. Juventus rykkede dog alligevel rykket ned i Serie B, grundet årets fodboldskandale i Italien
I juli 2007, blev Balzaretti solgt til Fiorentina,, men nåede kun at spille 11 kampe for holdet, inden han blev solgt til Palermo den følgende januar.
Den 1. august 2012 blev det efter mange rygter bekræftet, at Balzaretti skiftede til Roma med en tre-årig kontrakt.

## Landsholdskarriere

### Ungdomslandshold

#### U/20-landsholdet
Balzaretti spillede 23 kampe for Italiens U/20-landshold og scorede i alt et mål. Hans første kamp var et 3-1 nederlag til Rumænien.

#### U/21-landsholdet
Balzarettis U/21-debut kom den 20. august 2002 i et 2-0 nederlag til Tyskland. Han spillede fire kampe for U/21-landsholdet og scorede ikke.

### Seniorlandsholdet
Den 17. november 2010 gjorde Balzaretti sin debut for Italiens landshold i en venskabskamp mod Rumænien.
Balzaretti var med Italien til EM 2012 og spillede hele gruppekampen mod Irland i Gruppe C, som Italien vandt 2-0. Balzaretti spillede også hele semifinalen mod England, en kamp, Italien vandt på straffespark efter 0-0. I semifinalen mod Tyskland spillede Balzaretti kampen som højreback, idet de to førstevalg til højrebackpladsen, Ignazio Abate og Christian Maggio, var henholdsvis skadet og i karantæne. Giorgio Chiellini spillede ved den anledning venstre back, og italien vandt 2-1. I finalen mod Spanien startede Chiellini på venstre back, men Balzaretti blev skiftet ind, efter Chiellini blev skadet i første halvleg. Italien tabte 4-0.

## Karrierestatistik
Pr. juli 2011
| Kluboptræneder | Kluboptræneder | Kluboptræneder | Liga  | Liga | Cup   | Cup | Continental | Continental | Total | Total |
| Season         | Klub           | Liga           | Kampe | Mål  | Kampe | Mål | Kampe       | Mål         | Kampe | Mål   |
| -------------- | -------------- | -------------- | ----- | ---- | ----- | --- | ----------- | ----------- | ----- | ----- |
| 1999-00        | Varese         | Serie C1       | 17    | 0    | 0     | 0   | 0           | 0           | 17    | 0     |
| 2000–01        | Varese         |                | 27    | 0    | 2     | 0   | 0           | 0           | 29    | 0     |
| 2001–02        | Siena          | Serie B        | 16    | 0    | 4     | 0   | 0           | 0           | 20    | 0     |
| 2002–03        | Torino         | Serie A        | 13    | 0    | 1     | 0   | 0           | 0           | 14    | 0     |
| 2003–04        | Torino         | Serie B        | 39    | 0    | 0     | 0   | 0           | 0           | 39    | 0     |
| 2004–05        | Torino         | Serie B        | 38+4  | 1+1  | 7     | 0   | 0           | 0           | 49    | 2     |
| Total          | Torino         | Torino         | 94    | 2    | 8     | 0   | 0           | 0           | 102   | 2     |
| 2005–06        | Juventus       | Serie A        | 20    | 0    | 4     | 0   | 4           | 0           | 28    | 0     |
| 2006–07        | Juventus       | Serie B        | 37    | 2    | 3     | 0   | 0           | 0           | 40    | 2     |
| 2007–08        | Fiorentina     | Serie A        | 6     | 0    | 2     | 0   | 3           | 0           | 11    | 0     |
| 2007–08        | Palermo        | Serie A        | 16    | 0    | 0     | 0   | 0           | 0           | 16    | 0     |
| 2008–09        | Palermo        | Serie A        | 33    | 0    | 1     | 0   | 0           | 0           | 34    | 0     |
| 2009–10        | Palermo        | Serie A        | 34    | 1    | 2     | 0   | 0           | 0           | 36    | 1     |
| 2010–11        | Palermo        | Serie A        | 33    | 2    | 4     | 0   | 7           | 0           | 44    | 2     |
| 2011–12        | Palermo        | Serie A        | 27    | 0    | 0     | 0   | 2           | 0           | 29    | 0     |
| Total          | Palermo        | Palermo        | 143   | 3    | 7     | 0   | 9           | 0           | 159   | 3     |
| Karriere total | Karriere total | Karriere total | 359   | 6    | 24    | 0   | 16          | 0           | 399   | 6     |